# Погуже
Погуже (пол. Pogórze) — село в Польше, входит в Великопольское воеводство, Злотувский повят, Гмина Краенка. Население — 130 человек.